# Pride Bushido 8
Pride Bushido 8 foi um evento de artes marciais mistas promovido pelo Pride Fighting Championships, ocorrido em 17 de julho de 2005 no Nagoya Rainbow Hall em Nagoya, Japão.